# Airbag (라디오헤드의 노래)
〈Airbag〉은 영국 록 밴드 라디오헤드의 곡이다. 1997년 앨범 《OK Computer》의 첫 곡이자 1998년 3월 24일 앨범에서 발매될 마지막 싱글이다.

## 배경
이 노래는 1987년 톰 요크와 그의 여자 친구가 연루된 자동차 충돌에서 영감을 받았다. 이 사건은 그의 여자 친구의 자궁경부를 손해 입었지만 요크는 다치지 않았다.

## 참여 인원
- 톰 요크 – 보컬, 리듬 기타
- 조니 그린우드 – 리드 기타, 신시사이저, 멜로트론
- 에드 오브라이언 – 리드 기타, 퍼커션
- 콜린 그린우드 – 베이스 기타
- 필 셀웨이 – 드럼, 퍼커션